# Clermont (Geòrgia)
Clermont és una població dels Estats Units a l'estat de Geòrgia. Segons el cens del 2000 tenia 419 habitants.

## Demografia
Segons el cens del 2000, Clermont tenia 419 habitants, 161 habitatges, i 124 famílies. La densitat de població era de 168,5 habitants per km².
Dels 161 habitatges en un 34,8% hi vivien nens de menys de 18 anys, en un 63,4% hi vivien parelles casades, en un 11,2% dones solteres, i en un 22,4% no eren unitats familiars. En el 18% dels habitatges hi vivien persones soles el 6,2% de les quals corresponia a persones de 65 anys o més que vivien soles. El nombre mitjà de persones vivint en cada habitatge era de 2,6 i el nombre mitjà de persones que vivien en cada família era de 2,94.
Per edats la població es repartia de la següent manera: un 25,5% tenia menys de 18 anys, un 8,8% entre 18 i 24, un 31% entre 25 i 44, un 22,7% de 45 a 60 i un 11,9% 65 anys o més.
L'edat mediana era de 35 anys. Per cada 100 dones de 18 o més anys hi havia 97,5 homes.
La renda mediana per habitatge era de 43.333 $ i la renda mediana per família de 46.000 $. Els homes tenien una renda mediana de 31.875 $ mentre que les dones 25.000 $. La renda per capita de la població era de 15.558 $. Entorn del 4,8% de les famílies i el 5,6% de la població estaven per davall del llindar de pobresa.

## Poblacions més properes
El següent diagrama mostra les poblacions més properes.